# Довера
Довера (італ. Dovera) — муніципалітет в Італії, у регіоні Ломбардія,  провінція Кремона.
Довера розташована на відстані близько 460 км на північний захід від Рима, 29 км на схід від Мілана, 50 км на північний захід від Кремони.
Населення — 3908 осіб (2014).
Покровитель — святий мученик Лаврентій.

## Демографія
Населення за роками:

Станом на 1 січня 2023 року в муніципалітеті офіційно проживало 367 іноземців з 31 країни, серед них 131 громадянин країн Євросоюзу та 10 громадян України.

## Сусідні муніципалітети
- Боффалора-д'Адда
- Корте-Палазіо
- Кресп'ятіка
- Лоді
- Монте-Кремаско
- Пандіно
- Спіно-д'Адда